# Paracapnia
Paracapnia (лат.) — род веснянок из семейства короткохвостых веснянок.

## Внешнее строение
Небольшие виды длиной тела 4-7 мм. Срединная линия на переднеспинке отсутствует. Крылья редуцированы у видов обитающих на западе Северной Америке. У крылатых видов передний край крыла изогнут, а радиальная жилка в основании слегка изогнута вперед. Эпипрокт самцов с сверху с перепончатым семенным протоком. Субгенитальная пластинка самок округлая, покрыта длинными волосками.

## Биология
Развитие происходит в реках

## Классификация
В мировой фауне около 11 видов.
- Paracapnia angulata Hanson, 1961
- Paracapnia boris Stark & Baumann, 2004[1]
- Paracapnia disala (Jewett, 1962)
- Paracapnia ensicala (Jewett, 1962)
- Paracapnia humboldta Baumann & J.J. Lee, 2007[4]
- Paracapnia baumanni  Kondratieff & J.J.Lee, 2010[5]
- Paracapnia khorensis  Zhiltzova, 1972
- Paracapnia opis (Newman, 1839)
- Paracapnia recta Zhiltzova, 1984
- Paracapnia leisteri Potikha & Zhiltzova, 2005[6]
- Paracapnia sikhotensis Zhiltzova, 1978

## Распространение
Встречаются на югу Дальнего Востока и в Северной Америке.